# História de Montevidéu

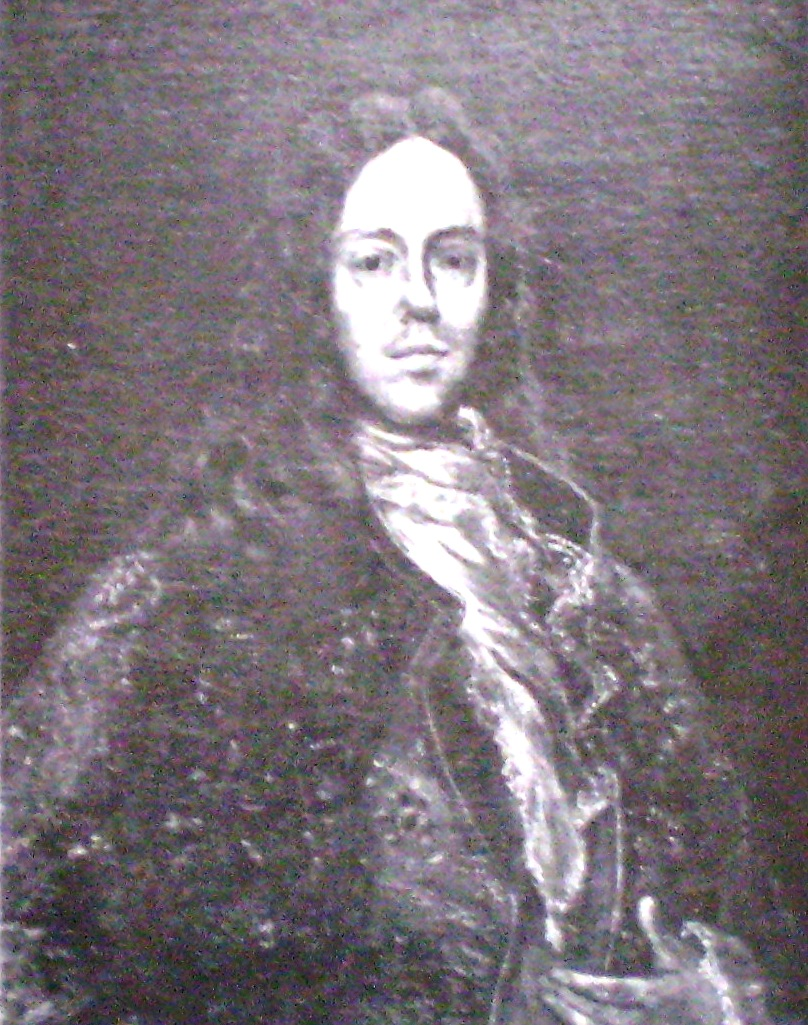
Retrato de Bruno Mauricio de Zabala, fundador da cidade.

A cidade de Montevidéu, no Uruguai, teve origem como um pequeno povoado de índios Tapes e imigrantes espanhóis das Canárias que se constituiu em torno de um pequeno forte erguido em 1724 por determinação de Bruno Mauricio de Zabala, governador espanhol de Buenos Aires, para manter as tropas portuguesas de Manuel de Freitas da Fonseca distantes da foz do rio da Prata. Foram 34 europeus, entre homens, mulheres e crianças, que constituíram o núcleo da povoação, entre os quais dois franceses de Nantes que haviam servido na guarnição espanhola de Buenos Aires: Eugène Eustache e Jean Baptiste Caillos.
Dois anos depois, em 1726, a povoação ganhava o estatuto de cidade.
No último quartel do século XVIII o seu crescimento foi estimulado pela liberdade de comerciar diretamente com as cidades espanholas, privilégio outorgado por Carlos III de Espanha em 1778. A cidade constituiu-se assim no centro de exportação dos produtos pecuários da província, além das trocas comerciais com Buenos Aires.
No século XIX foi a partir de seu porto que zarparam os navios espanhóis para libertar Buenos Aires, tomada pelos britânicos em 1806 e graças a isso foi também ocupada durante sete meses.
Após a conquista da Espanha por Napoleão Bonaparte e a subsequente prisão do rei espanhol, a Junta de Governo de Buenos Aires declarou a independência do Vice-reinado do rio da Prata, mas em Montevidéu formou-se uma outra junta governativa, que defendia a própria independência. O processo de independência e a disputa entre as duas cidades resultou no envio de tropas espanholas, vindo Montevidéu a ser retomada em 23 de junho de 1814.
Conquistada por Portugal em 1817, em 1821 tornou-se capital da Província Cisplatina do Reino Unido de Portugal, Brasil e Algarve. Com a independência do Brasil (1822), passou a integrar a nova nação sob o reinado de D. Pedro I, chegando a receber o título de "Imperial Cidade", através do alvará de 15 de abril de 1825. Em consequêcia da chamada Guerra da Cisplatina, durante a qual recebeu o apoio da Argentina, a Província alcançou a independência (1828) e Montevidéu tornou-se a capital do novo país, o Uruguai. Em 25 de agosto de 1829, a "Honorable Asamblea Constituyente y Legislativa" da recém-formada nação determinou a demolição das muralhas da cidade, sob a alegação de que retardavam o desenvolvimento e a expansão da cidade. Da cintura amuralhada restam-nos apenas a chamada "Puerta de la Ciudadela", datadas de 1746, à Plaza Independencia, no bairro histórico da Ciudad Vieja.

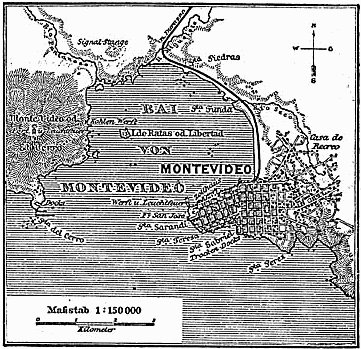
Montevidéu em carta alemã de 1888.

Após a independência, a cidade foi palco de disputas políticas internas entre 1843 e 1851, na chamada Guerra Grande. Contudo, a partir da segunda metade do século XIX conheceu grande urbanização, crescimento populacional e industrial.
No início do século XX, a cidade recebeu contingentes de imigrantes italianos e espanhóis e, a partir da década de 1930, de pessoas vindas do interior do país atraídas pelo crescimento da economia.